# Stressbearbeitung nach belastenden Ereignissen
Stressbearbeitung nach belastenden Ereignissen (SbE) (in Österreich Stressverarbeitung nach belastenden Ereignissen oder SvE), im englischen Sprachraum Critical Incident Stress Management (CISM), soll Posttraumatischen Belastungsstörungen bei Angehörigen der Rettungsdienste, Feuerwehr, Katastrophenschutz und Polizei vorbeugen. Ähnliche Konzepte gibt es auch bei Fluggesellschaften für ihr Personal. Das Konzept kann auf andere Gruppen übertragen werden, die beruflich bedingt gemeinsam einer potenziell traumatisierenden Situation ausgesetzt waren. Ähnliche Begriffe existieren, wie etwa Organisierte Personalbetreuung bei Extremeinsätzen und Nachsorge (OPEN) (siehe Notfallseelsorge) und die Psychosoziale Unterstützung für Einsatzkräfte (PSU). SbE leistet damit für Einsatzkräfte in etwa das Gleiche wie die Krisenintervention im Rettungsdienst für Angehörige.
Die vorbeugende Wirkung von SbE ist belegt, aber weitere evidenzbasierende Forschung muss erfolgen. Bei Anwendung im falschen Setting oder von nicht ausgebildeten Personen kann die Wahrscheinlichkeit für Belastungsstörungen sogar erhöht werden. Andere Studien belegen die Wirksamkeit des CISD hinsichtlich der Reduktion der akuten und Langzeitbelastung der Betroffenen und zeigen ein Schädigungsrisiko nur für bestimmte Risikogruppen auf.

## Konzept
Belastende Ereignisse im Sinne der SbE rufen so ungewöhnlich starke emotionale Reaktionen hervor, dass die Funktionsfähigkeit der mit ihr konfrontierten Person beeinträchtigt wird. Deren Reaktion ist gekennzeichnet durch „Gefühl der Ohnmacht“, „Hilflosigkeit“ oder „Schuld“, eine „Identifikation mit dem Opfer“, „massive persönliche Betroffenheit“, „hohe Ereignisintensität“ oder eine „Bedrohung von eigenem Leib und Leben“. Die individuelle Bewältigungsstrategie der betroffenen Person ist überfordert. Es kann sich eine akute Belastungsstörung entwickeln. Dauert sie länger als vier Wochen, spricht man von Posttraumatischer Belastungsstörung (kurz: PTBS oder im Englischen Posttraumatic Stress Disorder, PTSD).
SbE/CISM soll als vorbeugende und begleitende Maßnahme die Menschen bei der Verarbeitung der Stresssymptome nach solchen besonders belastenden Ereignissen unterstützen. Es umfasst spezielle Schulungen, auf die Belastungsreaktion abgestimmte Maßnahmen und Nachsorge. Professionelle Einsatzkräfte bleiben im Gegensatz zu Normalpersonen in aller Regel für die Dauer des Einsatzes voll handlungsfähig und arbeiten ihr trainiertes Programm ab. Sie erleben die Traumatisierung durch einen Einsatz erst in der ersten Ruhephase nach dem Einsatzgeschehen.
Daher läuft die Nachbearbeitung des Einsatzes in mehreren Phasen ab:
- Die Demobilization (Einsatzabschluss) dauert in der Regel nicht länger als zehn Minuten und informiert die Teilnehmer über das Einsatzgeschehen und eventuell auftretende physische, kognitive, emotionale und verhaltensspezifische Symptome sowie Stressmanagement. Diese Veranstaltung hat psychoedukativen Charakter und richtet sich an Gruppen von Einsatzkräften (maximal 50), die nach ihrem Einsatz abgelöst werden.
- Ein Defusing ist eine Kurzbesprechung (nicht länger als 45 Minuten). Es wird oft direkt nach dem Ereignis, spätestens jedoch am gleichen Tag, etwa am Ende der Dienstschicht mit einer kleineren Teilnehmerzahl durchgeführt, sodass mehr Raum für individuelle Interaktion ist.
- Das Debriefing (Nachbesprechung) stellt die intensivste und längste Form der CISM-Intervention (bis zu vier Stunden). Ein Debriefing wird erst einige Tage nach dem potenziell traumatisierenden Ereignis durchgeführt. Es benötigt ein geordnetes Setting (Umgebung), in der die subjektiven Eindrücke und Erlebnisse der Teilnehmer thematisiert werden können. Diese Besprechungen werden von Teams aus psychosozialen Fachkräften und aus speziell geschulten Einsatzkräften (Peers) geführt. Der amerikanische Notfallmediziner Jeffrey T. Mitchell (University of Maryland), der diese Nachsorgetechniken mitentwickelt hat, empfiehlt dabei, dass die Peers aus anderen Organisationen kommen, um Vertraulichkeit zu wahren und Eigeninteressen auszublenden.
- One-on-One ist ein Gespräch zwischen einer Fachperson und einem Betroffenen. Dies ist die direkteste Form der Intervention.

Dabei stehen das Aussprechen von persönlich Erlebtem, Anerkennen und kognitive Bearbeitung von Gefühlen, und der Austausch innerhalb der Gruppe im Vordergrund. Es können auch praktische Streßbewältigungstechniken vermittelt werden.
Jede dieser Interventionen ist vertraulich. Die Vorgesetzten erfahren nicht die Inhalte der Gespräche. Es gilt die Schweigepflicht nach §203 StGB. Es handelt sich um vorbeugende Interventionen, nicht um Psychotherapie. SbE wird in manchen Diensten intern angeboten, andernorts auch extern im Rahmen einer kirchlichen Notfallseelsorge. Die Feuerwehr München zum Beispiel hat einen eigenen Peer-Berater-Dienst etabliert, Einige Diözesen (katholische Verwaltungseinheiten) haben eigene Mitarbeiter für die Seelsorge im Feuerwehr- und Rettungsdienst. Bei der Polizei wird diese Aufgabe häufig vom polizeipsychologischen Dienst übernommen. Für fliegendes Personal organisiert die Stiftung Mayday CISM-Kurse und unterhält ein Betreuungsnetz, das durchschnittlich drei Einsätze pro Woche mit Flugbesatzungen im deutschen Sprachraum absolviert.